# Marusha
Marusha Aphrodite Gleiss, właściwie Marion Gleiss (ur. 18 listopada 1966 w Norymberdze) – niemiecka producentka i didżejka, prekursorka stylu happy hardcore. 
Karierę rozpoczęła w 1991 od występów w programie radiowym Dancehall prowadziła również program radiowy DT64 poświęcony muzyce techno. W 1991 roku z jej inicjatywy w Berlinie odbyła się pierwsza edycja Mayday (save DT64). Impreza miała na celu ratowanie programu DT64. Następnie przez 2,5 roku prowadziła w niemieckiej stacji ORB TV własny program Feuerreiter o tematyce muzyki rave. W 1994 jej singel Somewhere over the rainbow wspiął się na 3. miejsce listy przebojów Media Controll Charts i sprzedał się w 500 000 egzemplarzy otrzymując status platyny. W tym samych czasie pojawił się też longplay zatytułowany Raveland. Sukcesy na scenie niemieckiej i zagranicznej sprawiły, że w 1995 Marusha była nominowana na MTV Music Awards w kategorii Best Female Artist. 
Kolejne lata przeplatane były licznymi przerwami w tworzeniu muzyki, jednak pojawiło się też kilka klubowych hitów, jak Ur life. Trzeci longplay No hide, No run wydała w 1998. W 2002 wydała maxi CD Snow in July, a w 2004 nowy album Offbeat - obydwa ciepło przyjęte przez fanów.
Bierze udział w czołowych klubowych wydarzeniach muzycznych na całym świecie. Była również współorganizatorką berlińskiej Love Parade. 

## Dyskografia
- Raveland (1994)
- Wir (1995)
- No Hide No Run (1998)
- Nonstop (2002)
- Offbeat (2004)
- Heat (2007)
- Kick it (2007)
- Club Arrest (2012)